# Titu Maiorescu

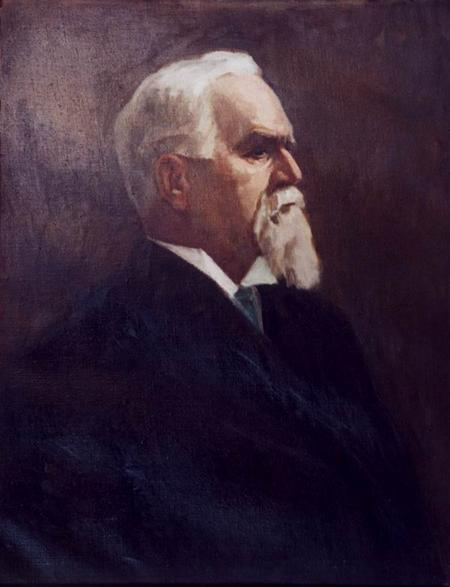
Titu Liviu Maiorescu

Titu Liviu Maiorescu (Craiova, 15 februari 1840 – Boekarest, 18 juni 1917) was een Roemeens literair criticus, filosoof en politicus.

## Achtergrond en opleiding
Titu Maiorescu werd geboren in een intellectueel gezin. Zijn vader, behorende tot de stedelijke elite, was hoogleraar aan het Nationale College van Craiova en werd als afgevaardigde van het Walachijse parlement naar het Frankfurter Parlement (zie: Revolutiejaar 1848, Revolutie in Walachije van 1848).
Titu Maiorescu studeerde in Roemenië, maar vervolgde zijn opleiding aan het Academisch Gymnasium van Wenen. Hij studeerde in Wenen, Berlijn, Gießen en Parijs.

## Filosoof
In 1872 werd hij hoogleraar filosofie in Iași en in 1884 werd hoogleraar filosofie en logica in Boekarest. Hij was voorstander van westerse ideeën en droeg in belangrijke mate bij tot de vernieuwing van het Roemeense nationale bewustzijn. Hij verzette zich hevig tegen de misstanden in Roemenië. Ofschoon voorstander van westerse ideeën dienden deze te worden aangepast aan de Roemeense cultuur en het heersende cultuurpatroon. Hij trachtte de stelsels van Kant en Schopenhauer te combineren met het Hegelianisme.

## Junimea
In 1863 richtte Maiorescu samen met andere intellectuelen, zoals Theodor Rosetti, Petre P. Carp, Vasile Pogor en Iacob Negruzzi het Junimea ("Jeugd") literair genootschap op. Als medeoprichter en lid van Junimea verkreeg Maiorescu grote invloed in literaire kringen. Zijn ideeën als literair criticus gingen uit van dezelfde principes die hij als filosoof had ontwikkeld. Westerse ideeën waren in zijn ogen belangrijk voor de ontwikkeling van het nationaal bewustzijn, maar ook hier dienden deze te worden aangepast aan het heersende cultuurpatroon, iets wat hij vooral verwoordde in zijn beroemdste werk Critice uit 1874.
De door de Roemeense Academie aanvaarde Roemeense spelling is ook grotendeels zijn werk.

## Politieke carrière
Titu Maiorescu werd in 1878 voor de conservatieven in het Roemeense parlement gekozen. Na de oprichting van de Conservatieve Partij (PC, 1880) werd hij lid van die partij. Binnen de PC vertegenwoordigde hij de liberaal-conservatieve richting. Hij was meerdere malen minister. Van 23 maart 1888 tot 29 maart 1889 was hij minister van Cultuur. Op 16 november 1890 werd hij opnieuw minister van Cultuur en hij werd tevens minister van Onderwijs.
Titu Maiorescu werd op 10 april 1912 premier en minister van Buitenlandse Zaken. Hij was premier tijdens de Balkanoorlogen (8 oktober 1912 - 30 mei 1913; 16 juni - 18 juli 1913). Tijdens de Tweede Balkanoorlog leed Bulgarije een nederlaag en zat Maiorescu de vredesonderhandelingen in Boekarest voor, die resulteerde in de Vrede van Boekarest (10 augustus 1913). Volgens de bepalingen van de Vrede van Boekarest verkreeg Roemenië flinke gebiedswinst (7500 km²) ten koste van Bulgarije.
Als lid van de Kroonraad bepleitte Maiorescu in 1916 voor het handhaven van de neutraliteit en was hij tegen het samen gaan van Roemenië met de Entente mogendheden tegen de Centrale mogendheden. Uiteindelijk koos Roemenië er echter toch voor om met de Entente ten strijde te trekken (augustus 1916).
Ofschoon altijd pro-Duits (zowel in politiek als cultureel opzicht) en van de Driebond) weigerde hij na de bezetting van Boekarest (december 1917) met de Centralen samen te werken.
Titu Maiorescu overleed op 18 juni 1917, op 77-jarige leeftijd, in Boekarest.

## Werken
- 1861: Einiges Philosophische in gemeinfaßlicher Form
- 1867: Poezia română
- 1893: Critice 1867-1892
- 1897-1915: Discursi parlamentare